# Saison 2005-2006 de l'Olympique lyonnais
Maillots
Chronologie
Saison précédente Saison suivante
La saison 2005-2006 de l'Olympique lyonnais est la cinquante-sixième de l'histoire du club. L'OL accueil un nouvel entraîneur, Gérard Houllier qui remplace Paul Le Guen après trois saisons, et trois titres de champion de France. Le président Jean-Michel Aulas fixe comme objectif à son nouvel entraîneur le « pilotage de la Formule 1 lyonnaise » et le gain d'un nouveau championnat.
Finalement, le cinquième sacre en championnat est remporté par l'Olympique lyonnais, ainsi qu'une quatrième victoire dans le Trophée des champions en début de saison. Cette saison est également marquée par les écarts importants entre l'OL et ses adversaires en championnat. Il termine ainsi la saison avec quinze points d'avance sur le dauphin, Bordeaux et le titre honorifique de meilleure attaque du championnat avec 73 buts. En Ligue des champions, le club atteint les quarts de finale et s'arrête face au Milan AC.

## Histoire

### Nouvel entraîneur
Le départ volontaire de Paul Le Guen oblige le club à chercher un nouvel entraineur. Il s'agit de Gérard Houllier. Son adjoint, Patrice Bergues est désigné en juin. La mise en place de ce nouveau duo permet au staff de se pencher sur l'effectif qui jouera sous la maillot lyonnais lors de cette saison.
Dès le 6 juin 2005, Michael Essien prolonge son contrat dont la durée est repoussée jusqu'à juin 2009. Deux semaines plus tard, le club conclut le transfert de Benoît Pedretti pour un contrat de quatre ans dont les indemnités sont de sept millions d'euros pour l'Olympique de Marseille puis celui de Sylvain Monsoreau acheté à Sochaux pour cinq millions d'euros. Le 26 juin, le club réussit à conclure le transfert de l'attaquant John Carew pour sept millions d'euros. Du côté des départs, le jeune Bryan Bergougnoux n'est pas conservé à Lyon puisqu'il quitte le club le 28 juin pour le club de Toulouse. La fin du mois de juin marque également le début de la saison des entraînement avec un premier stage dans la station de Tignes.
Sur le plan médiatique, l'OL et la chaîne locale Télé Lyon Métropole signent un contrat de collaboration à valoir sur trois ans. Il permet à la chaîne d'effectuer des flashs infos quotidiens sur le club lyonnais. Après le stage, l'Olympique lyonnais débute la période des matchs amicaux. Le premier se joue contre le club de Dijon, et se termine sur un score de un but partout. Malgré la prolongation de contrat de Michael Essien, l'OL reçoit des offres de transfert pour son joueur. Celle de Chelsea, le 7 juillet, est de vingt huit millions d'euros, mais malgré le premier refus de Jean-Michel Aulas, l'affaire se conclut pour un montant de trente huit millions d'euros. Avant de jouer la Peace Cup, l'OL effectue un second match amical contre le Slavia Prague. Un autre départ est enregistré à Lyon, celui du jeune Yohan Gomez qui signe à Bastia.
La compétition amicale de la Peace Cup débute le 15 juillet pour un match contre Once Caldas. Les deux équipes se séparent sur un match nul un partout et voit Mickaël Essien, lassé du refus de son club de ne pas le laisser partir, se faire expulser. Le second match permet à l'OL de s'imposer par deux buts à un, grâce à un doublé de John Carew, face au club de Seohngham Lihawa, mais Éric Abidal se blesse et est contraint de rentrer à Lyon se faire soigner. Le troisième match contre le PSV Eindhoven se conclut également par un match nul, mais l'OL se qualifie pour la finale grâce à sa meilleure différence de buts. Ce match se joue contre Tottenham le 23 juillet et se conclut par une défaite trois buts à un.

### L'OL prend en main le championnat

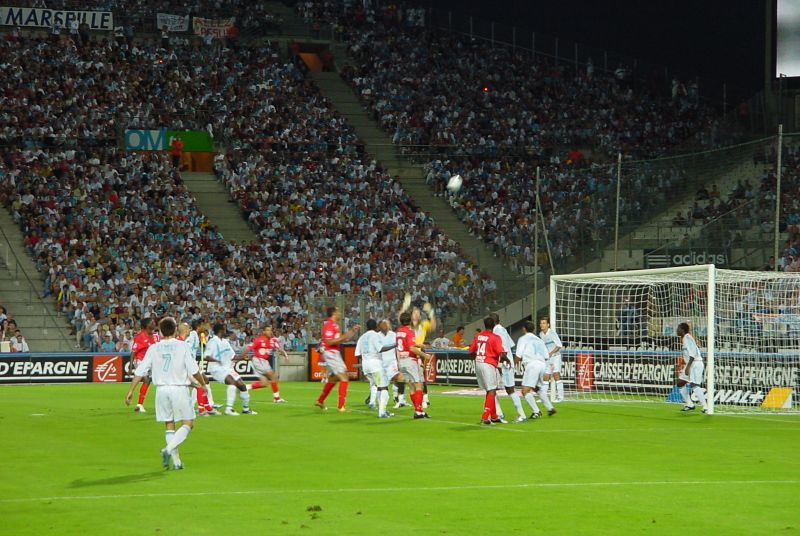
Lors du match OM-OL

Le début officiel de la saison est marqué par le match du Trophée des champions, le 27 juillet, qui oppose le vainqueur du championnat de la saison précédente contre celui de la Coupe de France. L'OL affronte l'AJ Auxerre et s'impose par quatre buts à un. L'ouverture du championnat a lieu quatre jours plus tard avec un match contre Le Mans. Ce match est l'occasion pour l'Olympique lyonnais de remporter une première victoire. Le nouvel attaquant du club, John Carew marque le but de la victoire à la cinquante huitième minutes du match. Ce même joueur est également l'auteur du seul but lors du match contre Strasbourg lors de la deuxième journée et du but du match nul contre l'Olympique de Marseille le match suivant.
La période des transferts se terminant à la fin du mois d'août, l'OL accélère les négociations pour le recrutement de nouveaux joueurs. Le milieu de terrain Portugais Tiago est en provenance de Chelsea et signe son contrat le 28 août. Il déclare que sa motivation pour sa venue dans le club lyonnais est de « gagner la Ligue des champions. ». D'autres discussions ont lieu pour le venue d'un nouvel attaquant. Il s'agit de Fred, le joueur du club brésilien de Cruzeiro.
En championnat, le club gagne trois nouveaux matchs contre Nancy, Auxerre et Monaco avant de commencer la Ligue des champions. Le premier match a lieu le 13 septembre au stade de Gerland contre le Real Madrid. 40 309 spectateurs sont présents dans le stade, malgré les absences de Zinédine Zidane et Ronaldo pour accueillir l'un des plus grands clubs européens avec neuf victoires dans la compétition. Trois buts de John Carew, Juninho et Sylvain Wiltord permettent au club de s'imposer et de prendre la première place de leur groupe. Le retour en championnat chez les Girondins de Bordeaux se conclut par un match nul un but partout grâce au troisième but de la saison de Sylvain Wiltord, puis un nouveau match nul contre Lens au stade de Gerland. Ce match est l'occasion pour Claudio Caçapa de jouer son centième match en première division française.

### Victoires en championnat mais défaite en Coupe de la Ligue

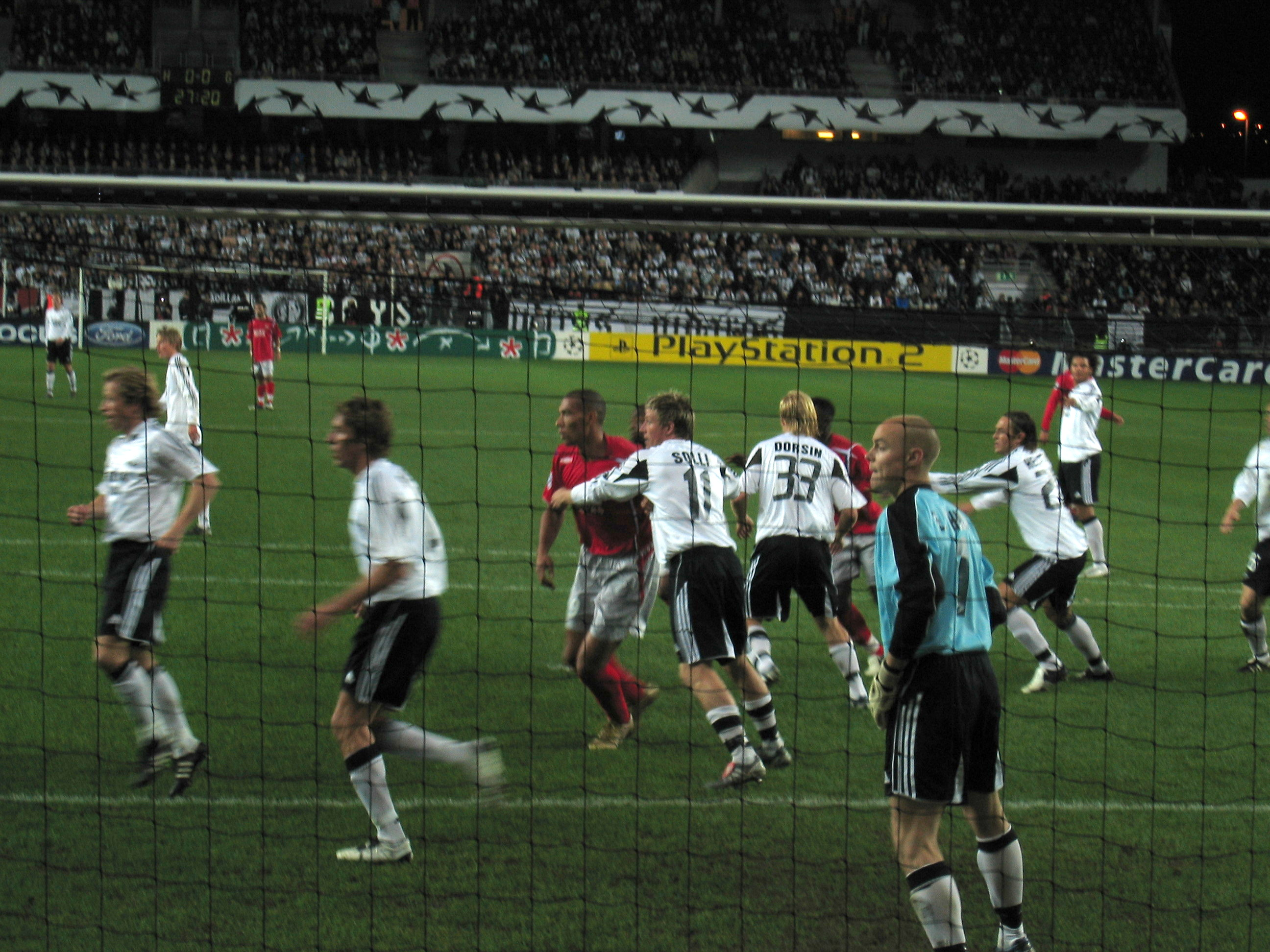
Contre Rosenborg

Lors des huit premiers matchs, l'Olympique lyonnais a remporté cinq victoires et obtenue trois matchs nuls. Son début dans la compétition lui permet d'espérer conserver son titre. En Ligue des champions, après sa victoire sur le Real Madrid, il est également leader de son groupe. Pour préparer son second match, les Lyonnais affrontent le FC Nantes en championnat. Le but de la tête par Fred en fin de rencontre leur permet de gagner le match. Le 28 septembre, les joueurs se déplacent sur le terrain de Rosenborg. En fin de première mi-temps, le défenseur Cris marque le but de la seconde victoire en deux matchs dans la compétition, puis une troisième victoire contre l'Olympiakos le 17 octobre. En championnat, lors des six matchs suivants, quatorze buts sont marqués, ce qui leur permet d'empocher autant de victoires et de conforter leur place de leader.
Les performances des joueurs Lyonnais les placent au devant de la scène sportive. Beaucoup de joueurs de l'effectif sont appelés dans les sélections nationales. Lors d'un match amical de l'Équipe de France à jouer contre le Costa Rica en Martinique, sept joueurs sont appelés. Mais Gérard Houllier s'insurge du déplacement d'un tel nombre de ses joueurs pour un match amical, alors que le sélectionneur national ne souhaite pas de compromis, il dit : « Je vais avoir six ou sept joueurs concernés, je suis en droit de m'exprimer. ». Cette rencontre est le fruit d'une polémique post-match à la suite de la blessure de l'arrière Éric Abidal contraint d'être écarté des terrains pendant douze semaines.
Le 25 octobre, l'Olympique lyonnais se rend à Nantes pour son entrée en Coupe de la Ligue. Les Canaris tiennent la victoire jusque dans les arrêts de jeu, mais Sidney Govou égalise. Les deux équipes ne peuvent se départager lors des prolongations et sont obligés de jouer les tirs au but. Les tirs ratés de John Carew et Florent Malouda permettent au Nantais de s'imposer. Le 1er novembre, lors de son déplacement en Grèce, l'OL a l'occasion d'obtenir sa qualification pour le huitièmes de finale en cas de victoire. Dès le troisième minutes, Babangida trompe Grégory Coupet et permet au club local de prendre l'avantage. Mais le jeu lyonnais se met en place et Juninho, à la 41e minute, puis John Carew avant la mi-temps inverse la tendance. Lors de la seconde mi-temps, un nouveau but de John Carew puis un autre de Mahamadou Diarra permette la victoire et l'assurance d'une qualification pour l'Olympique lyonnais.

### Peu de mouvement à la trêve

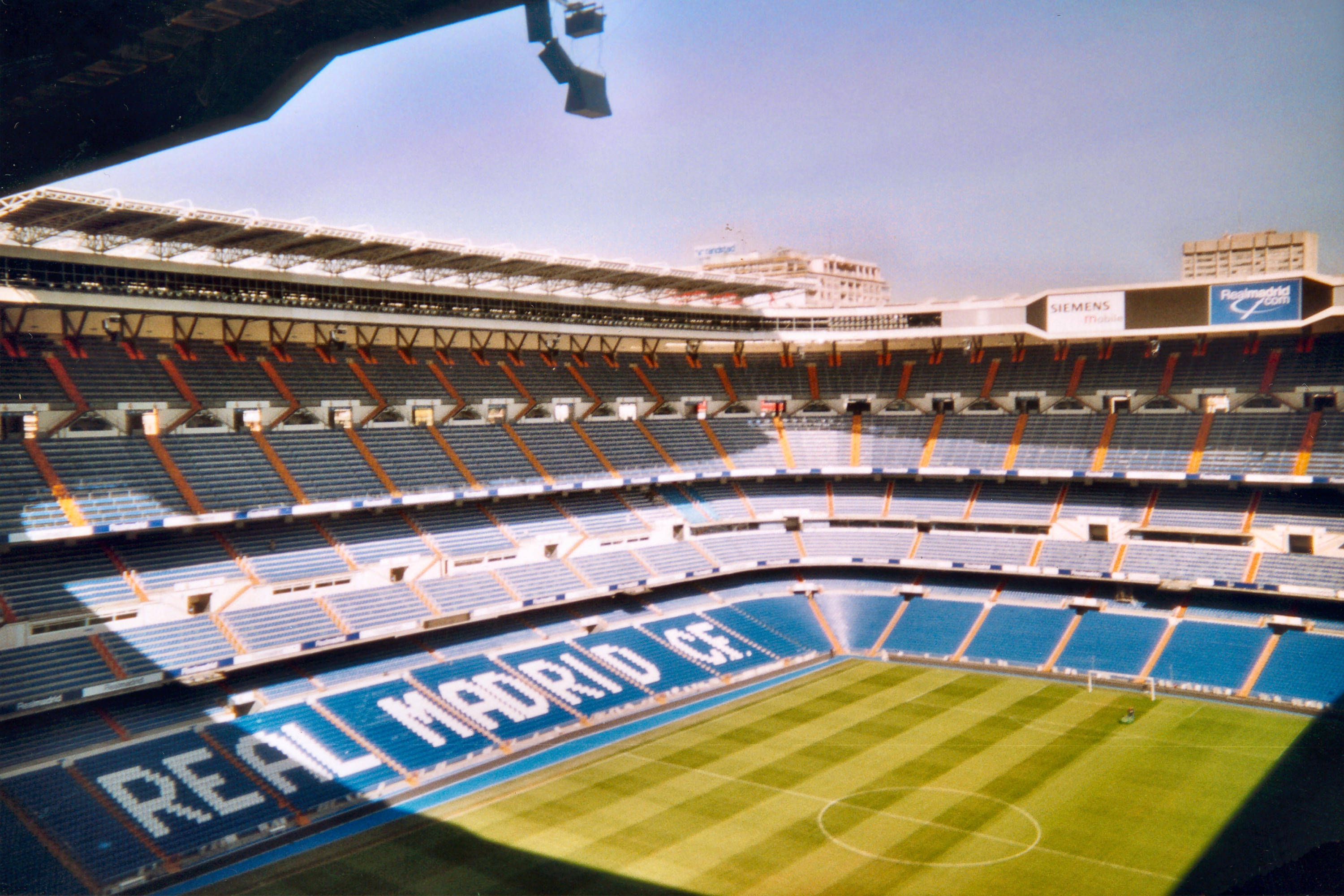
Le stade du Real Madrid

La forme de l'attaque lyonnaise ne permet à Pierre-Alain Frau d'obtenir le temps de jeu qu'il désire car les performances de Fred et John Carew incitent Gérard Houllier à privilégier ces deux attaquants. Des discussions débutent en vue d'une possibilité de prêt, et le club du RC Lens se dit intéressé. Dès la fin du mois de novembre, Pierre-Alain Frau n'est plus sélectionné, notamment pour le match contre Madrid en Ligue des champions.
Assuré de sa qualification, le club se déplace en Espagne pour jouer la première place de son groupe, une place qui lui offre l'avantage d'effectuer le match retour des huitièmes de finale à domicile. En France, deux millions et demi de téléspectateurs sont présents devant le match retransmis par Canal+. Guti, pour Madrid, est le premier marqueur du match, mais le but John Carew grâce à une talonnade oblige les équipes à se séparer sur un match nul. De retour en championnat, et malgré leurs sept victoires d'affilée, les Lyonnais se déplacent à Nice. Après avoir encaissé un but en début de match, Sidney Govou égalise. En fin de match, un jeune joueur fait sa première apparition sous le maillot lyonnais avant même d'obtenir ses dix-huit ans. Il s'agit de Karim Benzema. Les trois matchs suivants de cette première partie de championnat se concluent par deux victoires et un match nul contre l'AS Saint-Étienne. Juste avant la trêve, l'Olympique lyonnais reçoit Lille. Pris de vitesse après un but dès la neuvième minute, les Lyonnais ne réussissent pas à revenir au score et s'inclinent pour la première fois de la saison par trois buts à un.
Après quelques jours de congés pour les fêtes de fin d'année, la seconde partie du championnat débute le 4 janvier 2006. Un déplacement à Strasbourg attend l'OL, et un triplé de Sylvain Wiltord plus un but de Jérémy Berthod permettent une victoire par quatre buts à zéro. Quelques jours plus tard, les Lyonnais effectuent leur entrée dans la compétition de la Coupe de France. Comme pour le match précédent, une victoire par quatre buts à zéro contre Grenoble leur assure la victoire. Les jeunes joueurs, Karim Benzema et Hatem Ben Arfa marquent deux et un buts.
Sur le plan des transferts, le suisse Patrick Müller est recruté le 25 janvier. Il effectue un retour dans le club auquel il avait déjà effectué plusieurs saisons. Sur le plan des départs, des joueurs sont cédés sous forme de prêt, Pierre-Alain Frau pour le Racing Club de Lens, Johann Truchet pour le Reims et Julien Viale pour le FC Istres.

### Résultats en baisse
À la fin du mois de janvier, le ministre des sports Jean-François Lamour annonce que l'interdiction d'entrée en bourse des clubs sportifs est officiellement levée. Il impose comme condition que chaque club intéressé soit propriétaire de ses infrastructures. C'est une avancée pour l'Olympique lyonnais qui souhaite pouvoir s'engager sur les places boursières et lui permettre d'investir dans de nouveaux projets. Jean-Michel Aulas souhaite notamment la construction d'un nouveau stade. Il souhaite une installation moderne dont le modèle provient de l'Emirates Stadium, le stade du club d'Arsenal. À la fin du mois de mars, le président souhaite installer le grand stade à Vénissieux, sur le terrain du Puisoz dont les propriétaires sont des investisseurs américains.
Sur le plan sportif, avec un bon début de championnat leur ayant permis de remporter quatorze victoires, cinq matchs nuls et une défaite, l'Olympique lyonnais est leader. En quatre jours, il affronte l'Olympique de Marseille, puis Nancy, pour les vingt-et-unième et vingt-deuxième journées. Sabri Lamouchi est le premier à marquer pour l'OM, mais Tiago puis Sidney Govou permettent la victoire lyonnaise. Dans le second match, le scénario est le même. Sarkisian ouvre le score pour Nancy, puis deux buts lyonnais en deuxième mi-temps assurent une nouvelle victoire pour Lyon. Les trois rencontres suivantes, dont deux à domicile contre Auxerre et Bordeaux se terminent par des matchs nuls. Durant cette série de matchs, l'OL affronte Ajaccio en Coupe de France. Aucun but n'est marqué durant les quatre-vingt-dix premières minutes. Mais malgré l'ouverture du score ajaccienne en prolongation, deux buts lyonnais permettent au club de pouvoir jouer les huitièmes de finale.
Le 9 février, le défenseur François Clerc signe un contrat avec l'Olympique de Marseille. Mais le joueur étant sous contrat avec l'OL, et les deux clubs n'ayant pas d'accord pour le transfert, il ne peut pas prendre effet. Il accepte finalement la prolongation de son contrat le 1er mai. En championnat, après quatre matchs sans victoires, l'OL s'impose face au FC Nantes le 17 février. Ce même jour, le club annonce la prolongation de Florent Malouda pour un contrat s'étendant jusqu'en 2010. Quatre jours plus tard a lieu le match aller des huitièmes de finale de la Ligue des champions. Le tirage au sort ayant désigné le PSV Eindhoven, l'OL se rend au Philips Stadion. Malgré la blessure du défenseur Cris dans le premier quart d'heure du match, Juninho, sur coup franc, marque son soixantième but sous la maillot lyonnais, et permet à son club de s'imposer. Mais le retour en championnat est difficile. L'OL reçoit Rennes au Stade de Gerland, mais le triplé de Utaka et le but de Gourcuff permet aux Rennais de s'imposer sous les yeux des 39 168 spectateurs par quatre buts à un. Un peu plus d'un mois après sa victoire à Ajaccio en Coupe de France, les Lyonnais s'y rendent pour une nouvelle journée du championnat. Mais le club corse ne résiste pas à Lyon qui s'impose une nouvelle fois.
Le match retour des huitièmes de finale de Ligue des champions a lieu le 8 mars. Les Lyonnais ont en tête la défaite en quarts de finale lors de la saison précédente contre cette même équipe, et espèrent pouvoir conserver le but d'avance conquis au match aller. Quatre buts sont marqués par les Lyonnais. Les deux premiers par Tiago, puis Sylvain Wiltord et Fred et permettent à Lyon d'atteindre les quarts de finale pour la deuxième année consécutive.

### Nouveau titre mais une élimination en Coupe d'Europe
Le tirage au sort des quarts de finale de la Ligue des champions a lieu à l'hôtel de ville de Paris le 10 mars. Il désigne le Milan AC comme adversaire avec match retour à jouer en Italie. Du côté du club brésilien des Corinthians où l'attaquant Nilmar effectue une période de prêt, un accord entre les deux parties est effectué en vue d'un transfert définitif. Mais l'Olympique lyonnais souhaite obtenir dix millions d'euros et ce n'est qu'un mois après l'annonce du montant de l'option d'achat que le club donne son accord. D'autre part, après les problèmes de blessures de joueurs en sélection, Jean-Michel Aulas envoie une requête au président de la Fédération française de football, Jean-Pierre Escalettes pour qu'une indemnisation soit offerte aux clubs mettant des joueurs à disposition des équipes nationales.
En championnat, l'Olympique lyonnais est presque assuré de terminer sa saison à la première place. Il affronte le FC Metz puis Sochaux pour le compte des trentième et trente-et-unième journées. Les deux matchs se terminent par des scores de quatre buts à zéro pour les Lyonnais. Le 21 mars, en Coupe de France, a lieu les huitièmes de finale. Le but de Juninho contre Bastia suffit pour assurer la qualification à son équipe. Quatre jours avant son match de Coupe d'Europe, l'OL se contente d'un match nul contre Toulouse, à Gerland. Contre Milan, 39 316 spectateurs se déplacent au stade, mais aucun but n'est marqué et la qualification se joue la semaine suivante. 78 894 spectateurs sont présents dans le Stade San Siro. Le match est serré et l'Olympique lyonnais tient sa qualification à trois minutes de la fin du match puisque le but de Diarra à la trente-et-unième minute et venu compenser celui de Inzaghi six minutes plus tôt. Mais ce dernier marque à la quatre-vingt-septième minute, et le dernier but de Chevtchenko permet aux Milanais de se qualifier pour les demi-finales. Le match, diffusé sur TF1 a réuni jusqu'à 9 907 200 spectateurs, mais malgré la défaite, Jean-Michel Aulas annonce que « cette élimination va renforcer la détermination de l'OL pour revenir dans la compétition ».
À l'approche de la fin de la saison, l'OL enchaine quatre victoires consécutives face à Troyes, Nice, Paris et Saint-Étienne. Assurés de leur titre lors du derby, les joueurs tiennent à fêter leur titre avec leur supporteurs. Ils entrent sur la pelouse maquillés et s'imposent par quatre buts à zéro. Mais en Coupe de France, Lyon perd en quarts de finale contre l'Olympique de Marseille par deux buts à un grâce à des buts de Maoulida et Niang. Lors des deux derniers match, l'Olympique lyonnais encaisse quatre buts à Monaco mais s'impose par huit buts à un, à domicile, face au Mans.
L'Olympique lyonnais est donc champion de France avec vingt-cinq victoires, neuf nuls, et quatre défaites. Soixante-treize buts ont été marqués, et trente-et-un encaissés. Lyon termine avec quinze points d'avance sur Bordeaux le deuxième. Malgré sa défaite en Ligue des champions, les oscars du football de l'UNFP et de la Ligue nationale récompensent les Lyonnais. Juninho est élu meilleur joueur du championnat et Grégory Coupet meilleur gardien pour la quatrième année consécutive. Enfin, la liste des onze joueurs de « l'équipe type » de l'année, offre sept places aux joueurs lyonnais. Il s'agit de Grégory Coupet, Cris, Éric Abidal, Mahamadou Diarra, Juninho, Sylvain Wiltord et Florent Malouda.

## Effectif professionnel
Vingt-sept joueurs composent l'équipe professionnelle lyonnaise pour la saison 2005-2006. Au poste de gardien de but, Grégory Coupet est le titulaire. Il est suppléé par Rémy Vercoutre puis Joan Hartock et Rémy Riou. À l'arrière, l'équipe dispose de sept défenseurs, dont les deux arrières droits François Clerc et Anthony Réveillère ; les défenseurs centraux Cris, Patrick Müller et Cláudio Caçapa ; et les arrières gauches Éric Abidal et Jérémy Berthod. Lamine Diatta a également fait partie de l'effectif. Au milieu de terrain, ce sont huit joueurs qui se partagent les postes. Les milieux à vocation défensive sont Mahamadou Diarra, Jérémy Clément, Sylvain Monsoreau et Romain Beynié puis les meneurs sont Juninho, Tiago Mendes et Benoît Pedretti, et les milieux offensifs Florent Malouda, Sidney Govou et Hatem Ben Arfa. Enfin, sur le front de l'attaque, cinq joueurs ont fait partie de l'effectif lyonnais. Il s'agit de John Carew ainsi que Fred, Sylvain Wiltord, le jeune Karim Benzema et Pierre-Alain Frau pendant la première partie de saison.

## Équipe type
Source : footballdatabase.eu
| Coupet Réveillère Cris Caçapa Abidal Diarra Tiago Juninho Govou Malouda Carew |

## Statistiques

### Les records de la saison
Lors de cette saison l'Olympique lyonnais a dominé le Championnat de France en battant quelques records établis durant l'histoire de la compétition. Le club termine le championnat avec quatre-vingt-quatre points, soit le record de points marqués par une équipe en championnat au cours d'une saison, et douze points lors de la phase de poule de la Ligue des champions. Avec soixante treize buts, le club est la meilleure attaque du championnat, le record précédent datant de la saison 1980-1981 avec soixante-dix buts. En prenant en compte toutes les compétitions officielles, l'OL marque cent-cinq buts en cinquante quatre matchs, soit un peu moins de deux buts par match. Cette attaque permet au club de remporter douze victoires à l'extérieur en championnat, et d'obtenir de grands écarts sur ses poursuivants en championnat. À la mi-championnat, douze points séparent l'OL du second, le RC Lens, ce qui constitue le record du nombre de points séparant le leader du second à la trêve dans le championnat de France.
Sur le plan financier, la vente de Michael Essien à Chelsea lui permet d'empocher trente huit millions d'euros, soit le record de la vente la plus chère d'un joueur effectuée par un club évoluant dans le championnat de France.

## Détail des matchs

### Trophée des champions
Étant champion de France en titre, l'Olympique lyonnais doit disputer la finale du Trophée des champions. Il affronte l'AJ Auxerre qui a remporté la Coupe de France la saison précédente. Avec un triplé de John Carew consécutif à un but de Hatem Ben Arfa, l'Olympique lyonnais s'impose par quatre buts à un, et remporte le trophée pour la quatrième année consécutive.

### Coupe de France
La Coupe de France de football 2005-2006 débute le 8 janvier 2006 au stade des trente-deuxième de finale pour l'Olympique lyonnais. Le club affronte le club de Grenoble qu'il bat sur le score de quatre buts à zéro grâce notamment au deux buts du jeune Karim Benzema en première mi-temps. Lors des deux tours suivants, les adversaires sont les deux clubs corses d'Ajaccio et de Bastia que l'OL bat sur les scores de deux buts à un et un but à zéro. Finalement, en quarts de finale, l'Olympique lyonnais est battu par l'Olympique de Marseille.

### Coupe de la Ligue
L'édition de Coupe de la Ligue de football 2005-2006 est rapidement terminée pour l'Olympique lyonnais. Le tirage au sort lui désigne comme adversaire le FC Nantes, mais malgré l'égalisation de Sidney Govou à la fin du temps réglementaire, permettant aux deux équipes de jouer les prolongations. Aucun but n'y sera marqué, et la séance des tirs au but permet au club de Nantes de se qualifier pour la suite de la compétition.

### Ligue des champions
Lors de la première phase, le champion de France fait partie du groupe F. Avec cinq victoires et un match nul, l'OL arrive en tête de son groupe avec 16 points, le meilleur bilan de son histoire dans la compétition, et se qualifie pour les huitièmes de finale. L'OL s'est notamment imposé 3 à 0 à domicile contre le Real Madrid, recordman de victoires dans l'épreuve, avant de faire match nul en Espagne.
En huitième de finale, comme lors du quart de finale de la saison 2004-2005, l'OL affronte le PSV Eindhoven. Deux victoires par un but à zéro et quatre buts à zéro permettent au club d'affronter le Milan AC, finaliste de l'édition précédente, au tour suivant. Après un match nul zéro partout lors du match aller, le score au match retour est de un but partout jusque dans les dernières minutes. Il aurait permis aux Lyonnais de se qualifier, mais les Milanais marquent deux buts en fin de match, et éliminent les Lyonnais, qui, comme l'année précédente, peuvent nourrir d'immenses regrets, ayant été tout proches d'accéder aux demi-finales pour la première fois de leur histoire.

## Sources